# Hipólito Yrigoyen (partido)
Hipólito Yrigoyen (Partido de Hipólito Yrigoyen) is een partido in de Argentijnse provincie Buenos Aires. Het bestuurlijke gebied telt 8.819 inwoners.

## Plaatsen in partido Hipólito Yrigoyen
- Henderson
- Herrera Vegas